# Тулмин, Стивен Эделстон
Стивен Эделстон Тулмин (англ. Stephen Edelston Toulmin; 25 марта 1922, Лондон — 4 декабря 2009, Калифорния) — британский философ, автор научных трудов и профессор. Находясь под влиянием идей австрийского философа Людвига Витгенштейна, Тулмин посвятил свои работы анализу морального основания. В своих исследованиях он изучал проблему практической аргументации. Помимо этого его работы использовались в области риторики для анализа риторической аргументации. Модель Аргументации Тулмина представляет собой шесть взаимосвязанных компонентов, которые используются для анализа аргументации, считается одной из его наиболее значимых работ, особенно в области риторики и коммуникации.

## Биография
Стивен Тулмин родился в Лондоне, Англия, 25 марта 1922 года в семье Джеффри Эделсон Тулмин и Дорис Холман Тулмин. В 1942 году он получил степень бакалавра гуманитарных наук в Королевском колледже Кембриджского университета. Вскоре Тулмин был принят на должность младшего научного сотрудника в Министерство Авиационной промышленности, сначала на станцию Радиолокационных исследований и разработок в Молверне, а позже переведен в Верховный Штаб Союзнических Экспедиционных сил в Германии. По окончании Второй мировой войны он вернулся в Англию и в 1947 году получил степень магистра гуманитарных наук, а потом и степень доктора философии. В Кембридже Тулмин познакомился с австрийским философом Людвигом Витгенштейном, чьи исследования взаимосвязи между использованием и значением языка сильно повлияли на формирование взглядов Тулмина. В докторской диссертации Тулмина «Разум в Этике» можно проследить идеи Витгенштейна, касающиеся анализа этических аргументов (1948).
После окончания Кэмбриджа, с 1949 по 1954 год Тулмин преподавал философию истории в Оксфордском университете. Именно в этот период он написал свою первую книгу: «Философия науки» (1953). С 1954 по 1955 год Тулмин проработал на должности приглашенного профессора истории и философии науки в Мельбурнском Университете в Австралии. После чего он вернулся в Англию для того чтобы возглавить кафедру Философии в университете Лидса. В этой должности он пробыл с 1955 по 1959 год. Работая, в Лидсе он издает одну из своих наиболее значимых книг в области риторики: «Способы использования Аргументации» (1958). В своей книге он исследует направления традиционной логики. Несмотря на то, что книга была плохо воспринята в Англии, а коллеги Тулмина в Лидсе и вовсе, смеясь, называли её «нелогичная книга» Тулмина, в США профессора — коллеги Тулмина по Колумбийкому, Стэнфордскому и Нью-Йоркскому университетам, где в 1959 он читал лекции в качестве приглашенного профессора, книгу одобрили. В своё время, когда Тулмин преподавал в США Вэйн Брокрид и Дуглас Энинджер представили его работу студентам, изучающим коммуникации, так как считали, что именно, в его работе наиболее удачно представлена структурная модель, важная для анализа и критики риторических аргументов. В 1960 году Тулмин вновь возвращается в Лондон, для того чтобы занять должность Главы Школы Истории идей, Фонд Наффилда.
В 1965 году Тулмин возвращается в Соединенные Штаты, где он работал до конца жизни, занимаясь преподавательской и исследовательской деятельностью в различных университетах страны. В 1967 году Тулмин организовал посмертную публикацию нескольких изданий своего близкого друга Н. Р. Хэнсона. Работая в Калифорнийском Университете, в Санта Круз, Тулмин в 1972 году публикует свою работу «Человеческое понимание» , в которой он исследует причины и процессы изменений, связанных с развитием науки. В этой книге он использует беспрецедентное сравнение процесса развития науки и модели эволюционного развития, выдвинутой Дарвином, с тем, чтобы показать, что процесс развития науки носит эволюционный характер. В 1973 году, будучи профессором в Комитете Социальной Мысли, в Чикагском Университете, он в соавторстве с историком Аланом Яником выпустил книгу «Витгенштейновская Вена» (1973). В ней делается упор на важность истории в человеческих убеждениях. В противовес философам — сторонникам абсолютной истины, которую отстаивал Платон в своей идеалистической формальной логике, Тулмин утверждает, что истина может носить относительный характер, в зависимости от исторического или культурного контекста.
С 1975 по 1978 год Тулмин работает в Национальной комиссии по защите прав Субъектов биомедицинских и поведенческих исследований, основанной Конгрессом США. В этот период он в соавторстве с Альбертом Джонсеном пишет книгу «Злоупотребление причинностью» (1988), в которой описываются способы разрешения моральных вопросов.
Одна из его последних работ — «Космополис» — написана в 1990 году.

## Метафилософия

### Возражения против абсолютизма ирелятивизма
Во многих своих работах Тулмин указал на то, что абсолютизм имеет ограниченную практическую ценность. Абсолютизм происходит от платоновской идеалистической формальной логики, которая выступает за универсальную истину, соответственно и абсолютисты считают, что моральные вопросы могут быть решены, если придерживаться стандартных моральных принципов, независимо от контекста. Тулмин же утверждает, что многие из этих так называемых стандартных принципов не имеют отношения к реальным ситуациям, с которыми сталкиваются люди в повседневной жизни.
Чтобы укрепить своё утверждение, Тулмин вводит понятие полей аргументации. В работе «Способы использования аргументации» (1958) Тулмин заявляет, что некоторые аспекты аргументации отличаются от поля к полю, и отсюда называются «поле-зависимые», в то время как другие аспекты аргументации одинаковы для всех полей и называются «поле-инвариантными». По мнению Тулмина, недостаток абсолютизма заключается в его неосведомленности о «поле-зависимом» аспекте аргументации, абсолютизм допускает, что все аспекты аргументации инвариантны.
Признавая свойственные абсолютизму упущения, Тулмин в своей теории избегает недостатков абсолютизма, не обращаясь к релятивизму, который, по его мнению, не дает оснований для разделения моральных и аморальных аргументов.
В книге «Человеческое понимание» (1972) Тулмин утверждает, что антропологов склонили на сторону релятивистов, поскольку именно они обратили внимание на влияние культурных изменений на рациональную аргументацию, другими словами, антропологи и релятивисты придают слишком большое значение важности «поле-зависимого» аспекта аргументации, и не подозревают о существовании «инвариантного» аспекта. В попытке решить проблемы абсолютистов и релятивистов, Тулмин в своей работе развивает стандарты, которые являются ни абсолютистскими, ни релятивистскими, и послужат для оценки ценности идей.

### Гуманизация современности
В книге «Космополис» Тулмин ищет истоки современного упора на универсальность и критикует как современную науку, так и философов за то, что они игнорируют практические вопросы и отдают предпочтение абстрактным и теоретическим вопросам. Помимо этого, Тулмин почувствовал уменьшение морали в сфере науки, например, недостаточное внимание к вопросам экологии при производстве атомной бомбы.
Тулмин утверждает, что для решения данной проблемы необходимо вернуться к гуманизму, что предполагает четыре «возвращения»:
- Возвращение к устной речи и дискурсу; довод, который был отклонен современными философами.
- Возвращение к конкретным индивидуальным случаям, которые касаются практических моральных вопросов, имеющих место в повседневной жизни. (в отличие от теоретических принципов, которые имеют ограниченную практичность)
- Возвращение к местным или конкретным культурным и историческим аспектам
- Возвращение к своевременности (от вечных проблем к вещам, рациональное значение которых зависит от своевременности нашего решения)

Тулмин следует этой критике в книге «Возвращение к основам» (2001), где он пытается осветить негативное влияние универсализма на социальную сферу, и рассуждает о противоречиях между основной этической теорией и этическими затруднениями в жизни.

## Аргументация

### Модель аргументации Тулмина
Обнаружив отсутствие практического значения абсолютизма, Тулмин стремится развить различные виды аргументации. В отличие от теоретической аргументации абсолютистов, практическая аргументация Тулмина фокусируется на верификационной функции. Тулмин считает, что аргументация — это в меньшей степени процесс выдвижения гипотез, включающий открытие новых идей, а большей степени процесс верификации уже существующих идей.
Тулмин считает, что хороший аргумент может быть успешен в верификации и будет устойчив к критике. В книге «Способы использования аргументации» (1958), Тулмин предложил набор инструментов, состоящий из шести взаимосвязанных компонентов для анализа аргументов:
Утверждение (Claim, Conclusion)
Утверждение должно быть завершенным. Например, если человек пытается убедить слушателя, что он является гражданином Великобритании, то его утверждением будет «Я гражданин Великобритании». (1)
Улики / данные (Ground, Fact, Evidence, Data)
Это факт, на который ссылаются, как на основании утверждения. Например, человек в первой ситуации может поддержать своё высказывание другими данными «Я родился на Бермудских островах». (2)
Основания (Warrant)
Высказывание, позволяющее перейти от улик (2) к утверждению (1). Для того чтобы перейти от улики (2) «Я родился на Бермудских островах» к утверждению (1) «Я гражданин Великобритании» человек должен использовать основания для ликвидации разрыва между утверждением(1) и уликами (2), заявив, что «Человек, родившийся на Бермудских островах юридически может быть гражданином Великобритании».
Поддержка (Backing)
Дополнения, направленные на подтверждение высказывания, выраженного в основаниях. Поддержка должна быть использована, когда основания сами по себе не являются достаточно убедительными для читателей и слушателей.
Опровержение / контраргументы (Rebuttal, Reservation)
Высказывание, показывающее ограничения, которые могут применяться. Примером контраргумента будет: «Человек, родившийся на Бермудских островах, может легально быть гражданином Великобритании, только если он не предал Великобританию и не является шпионом другой страны».
Определитель (Qualifier)
Слова и фразы, выражающие степень уверенности автора в его утверждении. Это такие слова и фразы, как «вероятно», «возможно», «невозможно», «безусловно», «предположительно» или «всегда». Утверждение «Я определённо гражданин Великобритании» несет в себе гораздо большую степень уверенности, чем утверждение «Я предположительно гражданин Великобритании».
Первые три элемента: «утверждение», «улики» и «основания» рассматриваются в качестве основных компонентов практической аргументации, тогда как последние три: «определитель», «поддержка» и «опровержения» не всегда необходимы. Тулмин не предполагал, что эта схема будет применяться в области риторики и коммуникации, так как первоначально эта схема аргументации должна была быть использована для анализа рациональности аргументов, как правило, в зале суда.

## Этика

### Подход достаточного основания
В своей докторской диссертации «Разум в Этике» (1950) Тулмин раскрывает Подход достаточного основания этики, критикует субъективизм и эмоциональность философов, таких как Альфред Айер, поскольку это препятствует применению отправления правосудия к этическому основанию.

### Возрождение казуистики
Возрождая казуистику, Тулмин, стремился найти золотую середину между крайностями абсолютизма и релятивизма. Казуистика широко практиковалась в Средние века и во времена эпохи Возрождения для разрешения моральных вопросов. В период модерна о ней практически не упоминали, но с наступлением постмодерна, о ней заговорили вновь, она возродилась. В своей книге «Злоупотребление казуистикой» (1988), написанной в соавторстве с Альбертом Джонсеном, Тулмин демонстрирует эффективность применения казуистики в практической аргументации в Средние века и в Эпоху Возрождения.
Казуистика заимствует абсолютистские принципы, не ссылаясь на абсолютизм; используются только стандартные принципы (например, безгрешность существования) как основание для ссылки в моральной аргументации. Индивидуальный случай впоследствии сравнивают с общим случаем, противопоставляют их друг другу. Если индивидуальный случай полностью совпадает с общим случаем, он сразу же получает моральную оценку, в основании которой лежат моральные принципы, описанные в общем случае. Если же индивидуальный случай отличается от общего случая, тогда все разногласия жестоко критикуются с тем чтобы впоследствии прийти к рациональному решению.
Через процедуру казуистики Тулмин и Джонсен определили три проблемные ситуации:
1. Общий случай подходит под индивидуальный случай, но только двусмысленно
2. Два общих случая могут соответствовать одному индивидуальному случаю, при этом они могут полностью противоречить друг другу.
3. Может иметь место беспрецедентный индивидуальный случай, для которого не найти ни одного общего случая для сравнения и противопоставления их друг другу.

Тулмин тем самым подтвердил своё прежнее убеждение о важности сравнения с моральной аргументацией. В теориях абсолютизма и релятивизма об этой важности нет даже упоминаний.

## Философия науки

### Эволюционная модель
В 1972 Тулмин опубликовал свою работу «Человеческое понимание», в которой он утверждает, что развитие науки есть эволюционный процесс. Тулмин критикует точку зрения Томаса Куна относительно процесса развития науки, описанную в работе «Структура научных революций». Кун считал, что развитие науки это революционный процесс (процесс противоположный эволюционному процессу), в течение которого взаимоисключающиеся парадигмы ведут борьбу за то, чтобы занять главенствующее место, то есть одна парадигма стремится встать на место другой.
Тулмин критически высказывался относительно релятивистских идей Куна и придерживался мнения, что взаимоисключающие парадигмы не предусматривают основание для сравнения, другими словами утверждение Куна — это ошибка релятивистов, и заключается она в чрезмерном внимании «поле — зависимым» аспектам аргументации, одновременно игнорируя, «поле — инвариантные» или общность, которую разделяют все аргументации (научные парадигмы).
В противовес революционной модели Куна, Тулмин предложил эволюционную модель развития науки, схожую с Дарвиновской моделью эволюции. Тулмин утверждает, что развитие науки это процесс инновации и отбора. Инновация означает появление множества вариантов теорий, а отбор — выживание наиболее стабильных из этих теорий.
Инновация возникает, когда профессионалы в отдельной области начинают воспринимать привычные вещи по-новому, не так как воспринимали их раньше; отбор подвергает инновационные теории процессу обсуждения и исследования. Наиболее сильные теории, прошедшие обсуждения и исследования, встанут на место традиционных теорий, либо в традиционные теории будут внесены дополнения.
С точки зрения абсолютистов, теории могут быть либо надежными, либо ненадежными, независимо от контекста. С точки зрения релятивистов, одна теория не может быть ни лучше ни хуже другой теории, из другого культурного контекста. Тулмин придерживается мнения, что эволюция зависит от процесса сравнения, который определяет, способна ли будет теория обеспечить усовершенствование стандартов лучше, чем это может сделать другая теория.

## Работы
- An Examination of the Place of Reason in Ethics (1950) ISBN 0-226-80843-2
- An Introduction to the Philosophy of Science (1953)
- The Uses of Argument (1958) 2nd edition 2003: ISBN 0-521-53483-6
- Metaphysical Beliefs, Three Essays (1957) with Ronald W. Hepburn and Alasdair MacIntyre
- The Riviera (1961)
- Foresight and Understanding: An Enquiry into the Aims of Science (1961) ISBN 0-313-23345-4
- The Architecture of Matter (1962) with June Goodfield ISBN 0-226-80840-8
- The Fabric of the Heavens: The Development of Astronomy and Dynamics (1963) with June Goodfield ISBN 0-226-80848-3
- Night Sky at Rhodes (1963)
- The Discovery of Time (1966) with June Goodfield ISBN 0-226-80842-4
- Physical Reality (1970)
- Human Understanding: The Collective Use and Evolution of Concepts (1972) ISBN 0-691-01996-7
- Wittgenstein’s Vienna (1972) with Allan Janik
- Knowing and Acting: An Invitation to Philosophy (1976) ISBN 0-02-421020-X
- An Introduction to Reasoning (1979) with Allan Janik and Richard D. Rieke 2nd edition 1997: ISBN 0-02-421160-5
- The Return to Cosmology: Postmodern Science and the Theology of Nature (1985) ISBN 0-520-05465-2
- The Abuse of Casuistry: A History of Moral Reasoning (1988) with Albert R. Jonsen ISBN 0-520-06960-9
- Cosmopolis: The Hidden Agenda of Modernity (1990) ISBN 0-226-80838-6
- Social Impact of AIDS in the United States (1993) with Albert R. Jonsen
- Return to Reason (2001) ISBN 0-674-01235-6

### На русском языке
- Тулмин, Ст. Концептуальные революции в науке // Структура и развитие науки. Из бостонских исследований по философии науки. — М.: Прогресс, 1978 — С. 170—189.
- Тулмин, Ст. Моцарт в психологии // Вопросы философии. — 1981. — № 10. — С. 127—137.
- Тулмин, Ст. Человеческое понимание. — М.: Прогресс, 1984. — 327 с.
- Тулмин, Ст. Выдерживает ли критику различение нормальной и революционной науки? // Вып. 5: Философия науки в поисках новых путей. М.: ИФ РАН, 1999. — С. 246—257.
- Тулмин, Ст. История, практика и «третий мир» (трудности методологии Лакатоса) // Вып. 5: Философия науки в поисках новых путей. М.: ИФ РАН, 1999. — С. 258—280.